# 8. Jahrtausend v. Chr.
Portal Geschichte | Portal Biografien | Aktuelle Ereignisse | Jahreskalender | Tagesartikel

◄ |
9. Jahrtausend v. Chr. |
8. Jahrtausend v. Chr. | 7. Jahrtausend v. Chr.  | ►
Das 8. Jahrtausend v. Chr. beschreibt den Zeitraum von 8000 v. Chr. bis 7000 v. Chr.

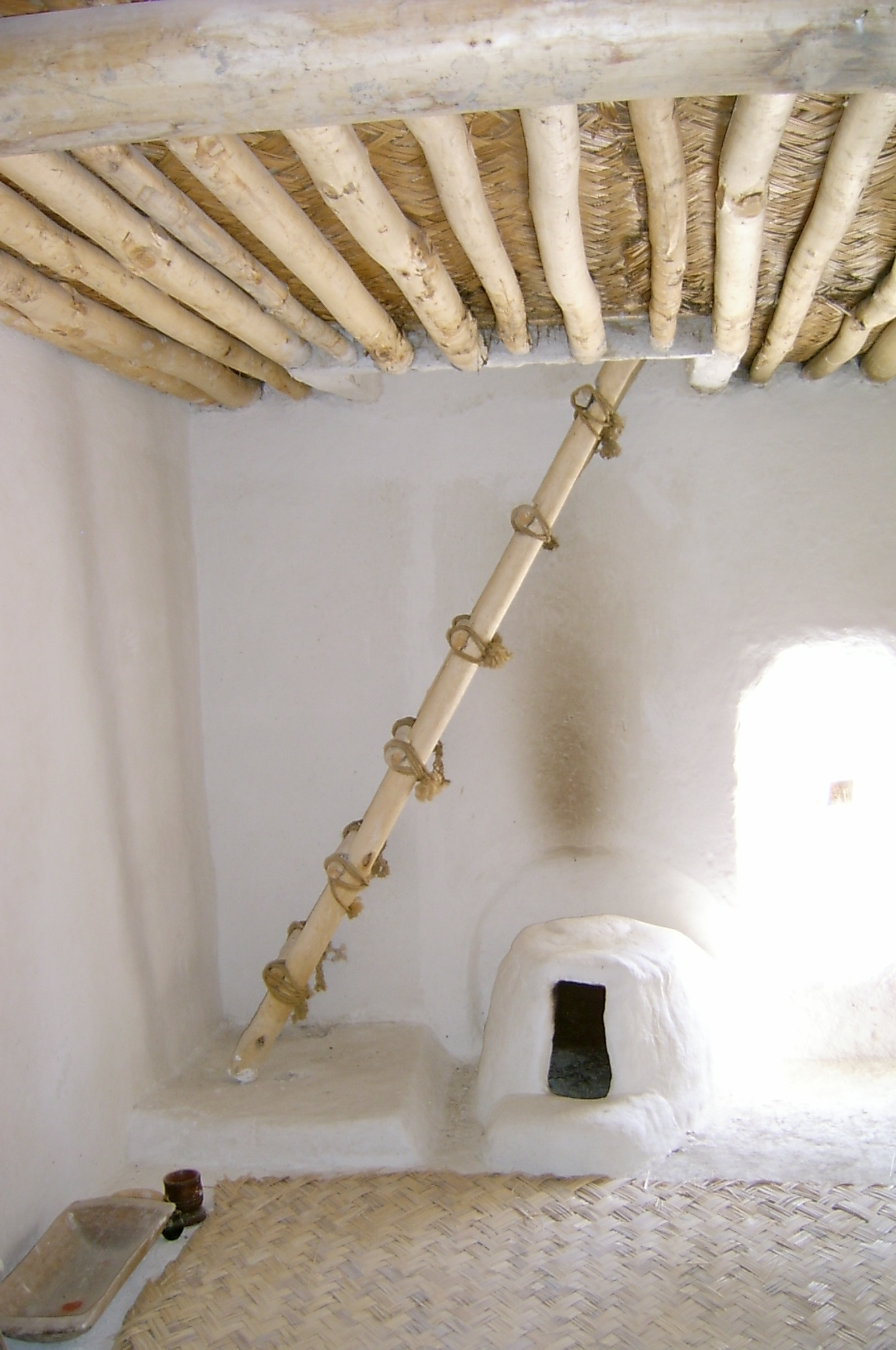
Rekonstruktion des Innenraumes eines Gebäudes der Siedlung von Çatalhöyük

## Ereignisse
- Um 8000 v. Chr.: Ackerbau (Hirse und Reis), Keramikherstellung und Techniken des Steinschleifens in Nord- und Südchina.
- Um 7400 v. Chr.: Stadtkultur in Çatalhöyük (Anatolien)
- Um 8000 v. Chr.: Siedlungen in Ærø in Dänemark wurden gegründet
- Um 8000 v. Chr.: Siedlungen in Akure in Nigeria wurden gegründet
- Um 8000 v. Chr.: Siedlungen in Buskerud in Norwegen wurden gegründet

## Persönlichkeiten
- Mann von Koelbjerg[1]
- Kennewick-Mann

## Erfindungen und Entdeckungen
- Um 8000 v. Chr.: Domestizierung des Hausrindes[2] in der heutigen südlichen Türkei
- Um 8000 v. Chr.: Domestizierung der Hausziege im vorderen Orient[3][4]
- Um 7500 v. Chr. wurde eventuell die Hauskatze auf Zypern domestiziert.[5][6]